# التلفزيون الإسباني
التلفزيون الإسباني ( Televisión Española) هي أكبر مجموعة إعلامية في إسبانيا تبث باللغة الإسبانية، تستمد تمويلها من الأموال العامة.

## هيئة الإذاعة العامة
الدور الذي تقوم به بوصفها هيئة الإذاعة العامة في أثناء وظيفة ممارستها للخدمة العامة، من بين الالتزامات rtve للشركة هي :
- نشر وتعزيز الوعي بالمبادئ الدستورية والقيم المدنية.
- ضمان الموضوعية والصدق في المعلومات المقدمة.
- تيسير الحوار الديمقراطي وحرية التعبير عن الرأي.
- تعزيز التماسك الإقليم والتنوع اللغوي والثقافي في إسبانيا.
- توفر إمكانيه الحصول على أنواع مختلفة من البرامج المؤسسيه والاجتماعية والثقافيه، والأحداث الرياضية التي تهم جميع القطاعات من الجمهور، مع ايلاء الاهتمام لهذه المواضيع التي تحظى باهتمام خاص من الجمهور.
- لخدمة الجمهور على أوسع نطاق، وتأمين أقصى قدر من الاستمرارية والتغطية الجغرافية والاجتماعية، مع الالتزام بالجودة والتنوع والابتكار، والمعايير الاخلاقيه الرفيعه.

## الوضع القانوني والهيكل
المركز القانوني للشركة هو مملوكه للدولة كليا (شركة محدودة عامة)، على الرغم من انها مستقلة من رقابة الحكومة والإدارة المركزية للدولة. وظائفها من خلال شركات فرعية اثنين :
TVE الذي ينتج:
- الأولى Tve1
- الثانية La2
- القناة Canal 24 hora 24
- الدولي للتعليم التقني والمهني TVE Internacional
- Teledeporte Teledeporte
- الوثيقة للتعليم التقني والمهني Docu TVE
- عشيرة التعليم التقني والمهني Clan TVE
- Canal Clásico القناة Clásico الرئيسية

و
Radio Nacional de España راديو ناسيونال دي إسبانيا، التي تنتج:
- o Radio 1 - راديو 1—الرئيسي لمحطة الإذاعة الوطنية طائفة واسعة من البرامج.
- o Radio Clásica اذاعة clásica—الحفلات الموسيقية، والموسيقى الكلاسيكيه.
- Radio 3 اذاعة 3—بوب روك، العصر الجديد، الهيب هوب، موسيقى عالمية، قوم، الخ.
- Ràdio 4—برامج في الكتلانيه.
- o Radio 5 Todo Noticias* - الإذاعة—24 ساعة الأخبار
- Radio Exterior de España اذاعة إسبانيا الخارجية—الدولية الإذاعة

مسؤولة أيضا عن معهد الإذاعة دي Oficial y Televisión (iortv، الرسمية ومعهد الإذاعة والتليفزيون) وorquesta sinfónica y Coro دي rtve (rtve الاوركسترا السيمفوني وكورال). RTVE (as RNE)1955. Rtve (المكتب الإقليمي للشرق الادنى) إلى عضوية كاملة العضوية العاملة من الاتحاد الاذاعي الأوروبي في عام 1955. وقد اسهم الشركة إلى إنتاج أكثر من 300 فيلما، العديد من الجوائز التي وردت في مهرجانات سينماءيه دولية في جميع أنحاء العالم.

## الشعارات
| 1956-1962 | 1962-1991 | 1991-2008 | 2008-الآن. |
| --------- | --------- | --------- | ---------- |

## وصلات خارجية
- تيليفزيون اسبانيوله